# Oxira caradjai
Oxira caradjai là một loài bướm đêm trong họ Noctuidae.